# Jean de Beaurain

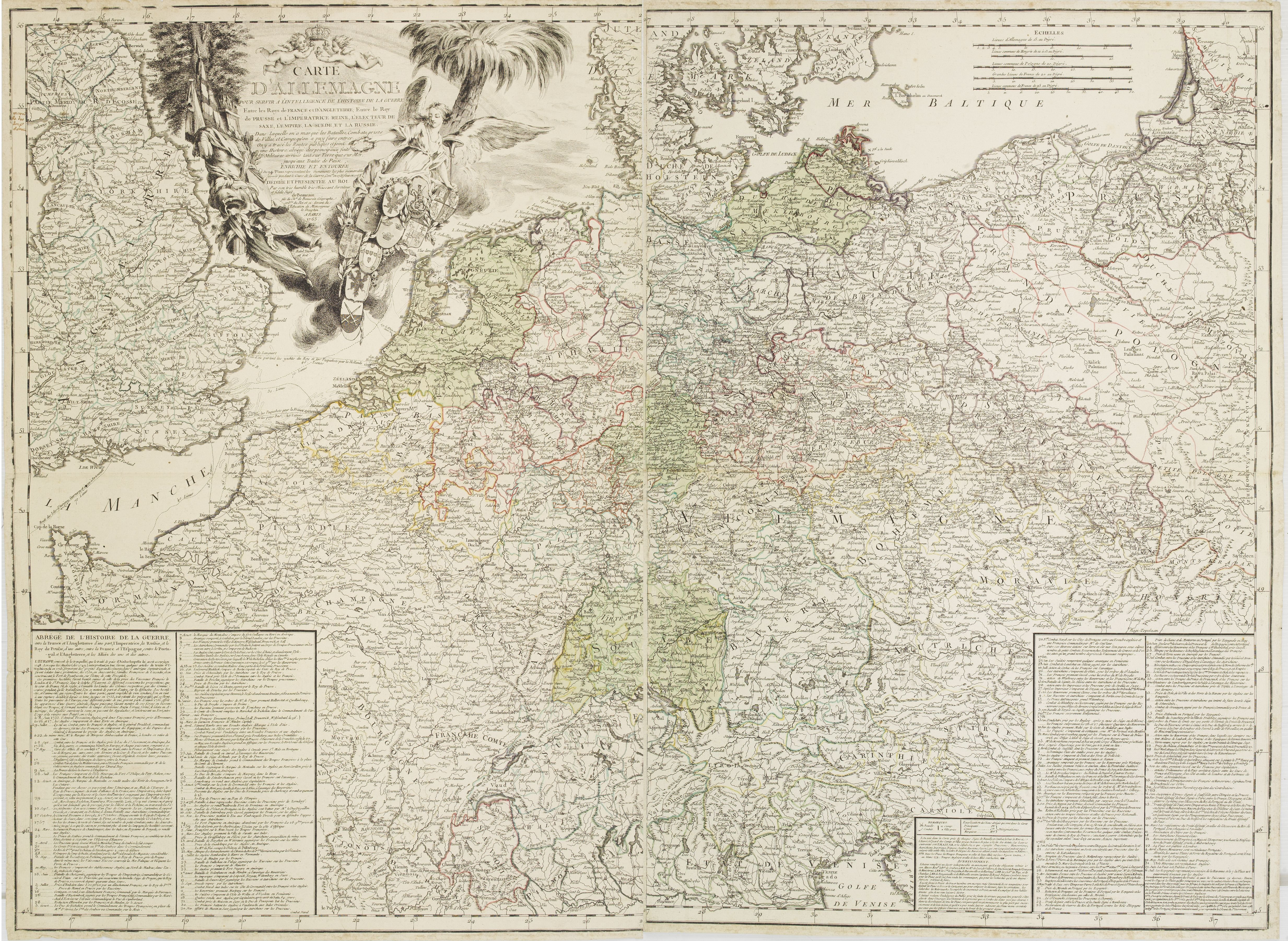
Deutschland mit Teilen angrenzender Länder, Jean de Beaurain, 1765

Jean de Beaurain (* 17. Januar 1696 in Aix-en-Issart, Herzogtum Artois; † 12. Februar 1771) war ein französischer Geograf und Kartograf.
Im Alter von 19 Jahren kam Beaurain nach Paris und studierte bei dem königlichen Kartografen Pierre Moulart-Sanson. Mit 25 Jahren erhielt er selbst den Titel eines königlichen Kartografen. Durch die Veröffentlichung eines kirchlichen und bürgerlichen ewigen Kalenders wurde er 1724 bekannt und erregte auch die Aufmerksamkeit Ludwig XV. In der Folgezeit fertigte Beaurain in königlichem Auftrag zahlreiche Karten und Pläne.
Als seine wichtigste Veröffentlichung gilt das 1755 und 1756 herausgegebene kartografische Werk über die Feldzüge der französischen Armee in Flandern und den südlichen Niederlanden während der Jahre 1690 bis 1694. Eine 1783 bis 1787 in Potsdam erschienene Neuausgabe in fünf Bänden enthielt militärtaktische Erläuterungen eines preußischen Offiziers.
Neben seiner Tätigkeit als Kartograf war Beaurain gelegentlich im Auftrag französischer Staatsmänner an politischen Verhandlungen beteiligt, und er war einer der Lehrer des Dauphin (Adel). Sein 1728 geborener Sohn Jean-Baptiste wurde ebenfalls Kartograf.

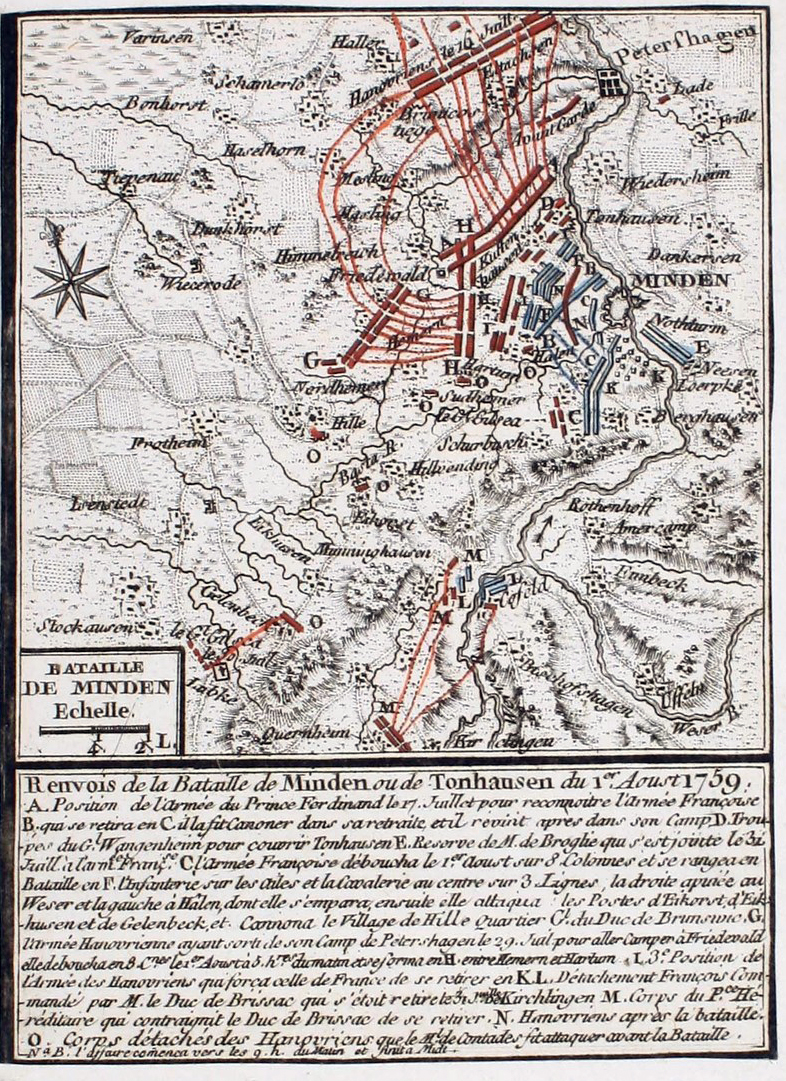
Beaurains Beschreibung der Schlacht bei Minden von 1759

## Werke
- Histoire militaire de Flandre, depuis l'année 1690 jusqu'en 1694 inclusivement, qui comprend le détail des marches, campemens, batailles, sièges & mouvemens des Armées du Roi & de celles des Alliés pendant ces cinq campagnes, N. Poiron, Paris 1755 (auch als Histoire militaire du duc de Luxembourg, La Haye, Paris und Den Haag 1756).
- Histoire de la Campagne de M. Le Prince De Condé, en Flandre en 1674. Précédée d'un tableau historique de la guerre de Hollande jusqu'à cette époque, Ch. Ant. Jombert, Paris 1774, Internet Archive.